# Zangilan
Zangilan (ázerbájdžánsky Zəngilan) je město a centrum zangilanské oblasti v Ázerbájdžánu. Nachází se 100 km od města Lačin a 147 km od hlavního města Náhorního Karabachu Chankendi.  

## Dějiny města

### Nejstarší dějiny
Podle arménského geografického díla Ašcharacujc ze 7. století byl moderní Zangilan a jeho okolí součástí jedné z 15 provincií Velké Arménie, provincie Sjunik.
Kolem roku 1300 se v oblasti Zangilanu nacházelo město Verjnavan, které možná je totožné s dnešním Zangilanem, nebo stálo nedaleko od současného města.
V roce 1340 je Zangilan pod jménem Zanijan zmíněn v díle Nuzhat al-kulu od středověkého perského geografa Hamdallaha Kazviniho.
V 19. století, poté co se toto území stalo součástí Ruska, se Zangilan nazývaný tehdy Pirčivan stal součástí okresu Zangezur v Jelizavetpolské gubernii.
Podle Sběru statistických údajů o počtu obyvatel Kavkazského regionu, extrahovaného z rodinných seznamů roku 1886" v osadě Pirčivan bylo 50 rolnických domů a 211 Ázerbájdžánců (ve zdroji uvedeno jako Tataři) šíitské víry, kteří byli rolníky.

### Sovětské období
Jako součást Ázerbájdžánské SSR existovala až do roku 1957 vesnice Pirčivan. Podle údajů z roku 1933 zde žilo 547 obyvatel, z toho 98,7 % byli Ázerbájdžánci. Dne 31. srpna. 1957 došlo k přejmenování vesnice na Zangilan. V roce 1967 získal Zangilan status města.
Podle sovětského sčítání lidu z roku 1979 ve městě žilo 5 012 lidí, z toho 96,1 % Ázerbájdžánců a 3,6 % Rusů nebo Ukrajinců. Arméni se zde prakticky nevyskytovali. Populace vzrostla na 6 968 v roce 1989.
Za dobu existence SSSR 13 lidí ze Zangilanu obdrželo titul Hrdina socialistické práce - nejvyšší státní vyznamenání v SSSR. Nikde jinde nebylo tolik nositelů socialistického řádu, proto se v dobách SSSR o městě mluvilo jako o Zlatém Zangilanu.

### Arménské období
Dne 29. 8. 1993 se město Zangilan dostalo pod kontrolu etnických arménských sil během války o Náhorní Karabach a bylo spravováno jako součást Kašataghského regionu de facto nezávislé republiky Arcach. Město bylo dobyto po 67 dnech obléhání. 235 civilistů bylo zabito. Všichni Ázerbájdžánští obyvatelé města byli násilně vyhnáni. Během období arménské okupace bylo město přejmenováno na Kovsakan (Կովսական). V roce 2005 bylo ve městě méně než 400 obyvatel.
Po vypuknutí syrské občanské války v roce 2011 do města začal směřovat proud arménských uprchlíků ze Sýrie, většina z nich byli zkušení farmáři. Proti přesídlování syrských Arménů na své území protestoval Ázerbájdžán. Arménská strana ale protesty odmítala s tím, že přesídlení syrských Arménů do Karabachu je jejich dobrovolným rozhodnutím.

### Současnost
Dne 20. října 2020 ázerbájdžánský prezident Ilham Alijev oznámil, že ázerbájdžánské ozbrojené síly získaly kontrolu nad městem.
Dne 24. prosince 2020 město navštívil prezident Ilham Alijev spolu se svou manželkou Mehriban Alijev a setkal se zde s armádou.
Zangilan a vesnice v jeho okolí byly v roce 2022 vybrány jako první místa, kam se po více než třiceti letech mají vracet ázerbájdžánští uprchlíci.

## Geografie
Město se nachází na pravém břehu řeky Ochči a procházím jím nefunkční železnice Mindživan – Kapan.
V okolí je řada zdrojů surovin – stavební kámen, ložiska zlata, ložiska černého mramoru, vápenec.

## Doprava

### Letiště
V únoru 2021 prezident Ázerbájdžánu oznámil, že s přihlédnutím k plánům na vytvoření logistického dopravního uzlu ze Zangilanu, bude ve městě vybudováno mezinárodní letiště. V dubnu 2021 byl položen základní kámen letiště. Dne 20. října 2022 proběhlo slavnostní otevření nového letiště za přítomnosti prezidentů Ázerbájdžánu a Turecka.
Délka vzletové dráhy je 3 km. Letiště může přijímat všechny typy letadel, včetně těžkých dopravních letounů.

## Galerie

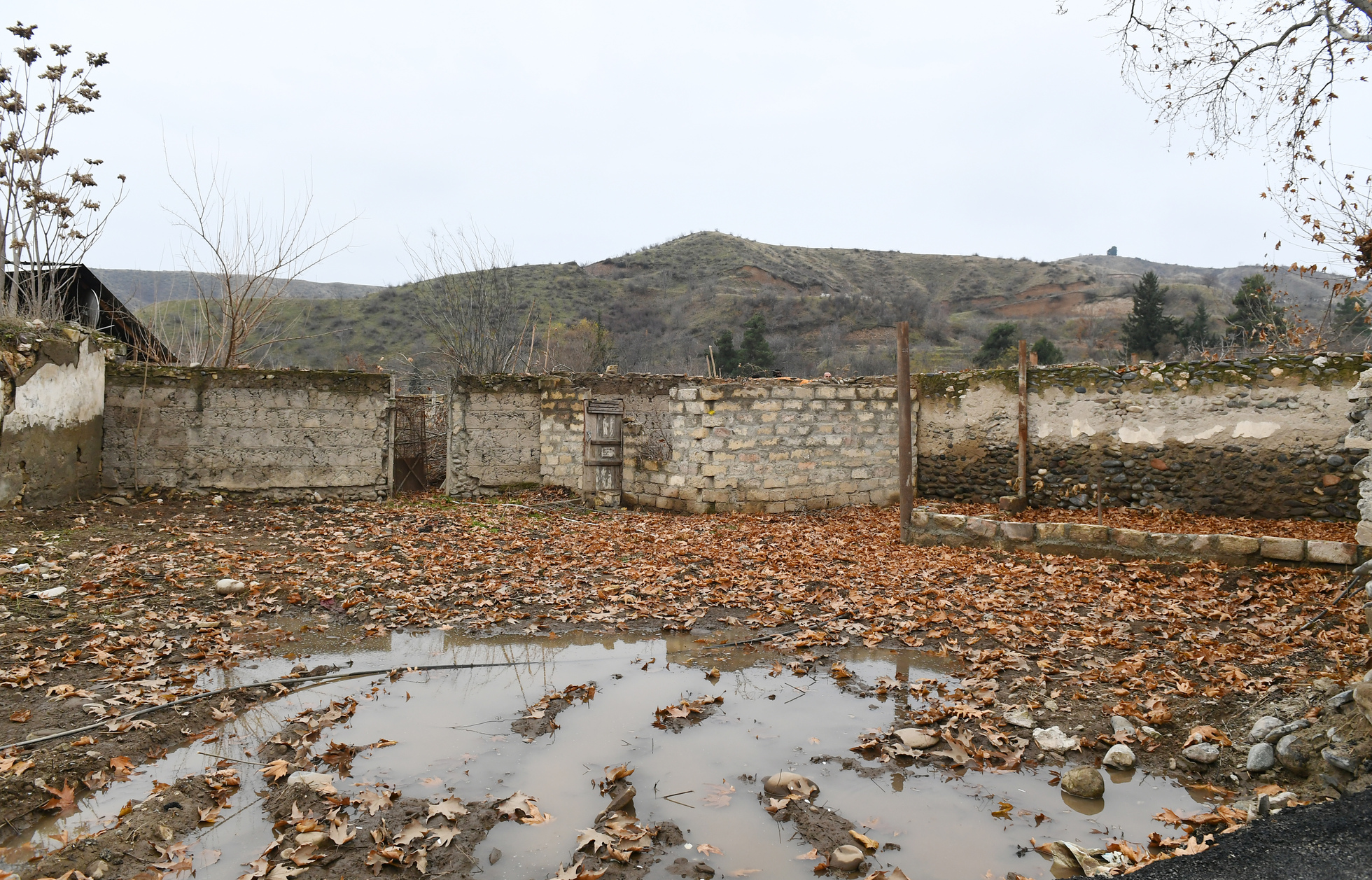
Trosky Zangilanu v listopadu 2020
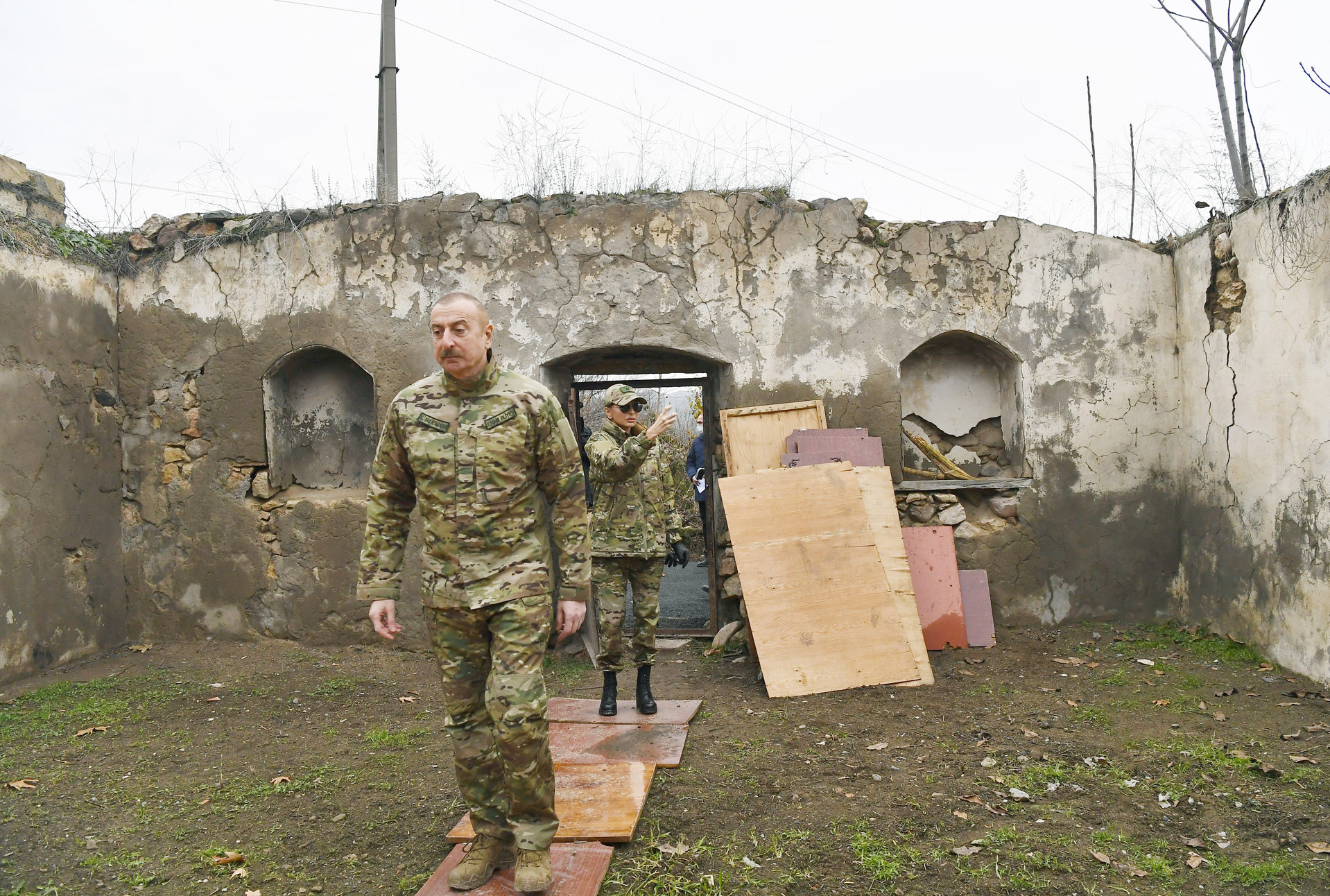
Ilham Alijev v troskách zangilanské mešity
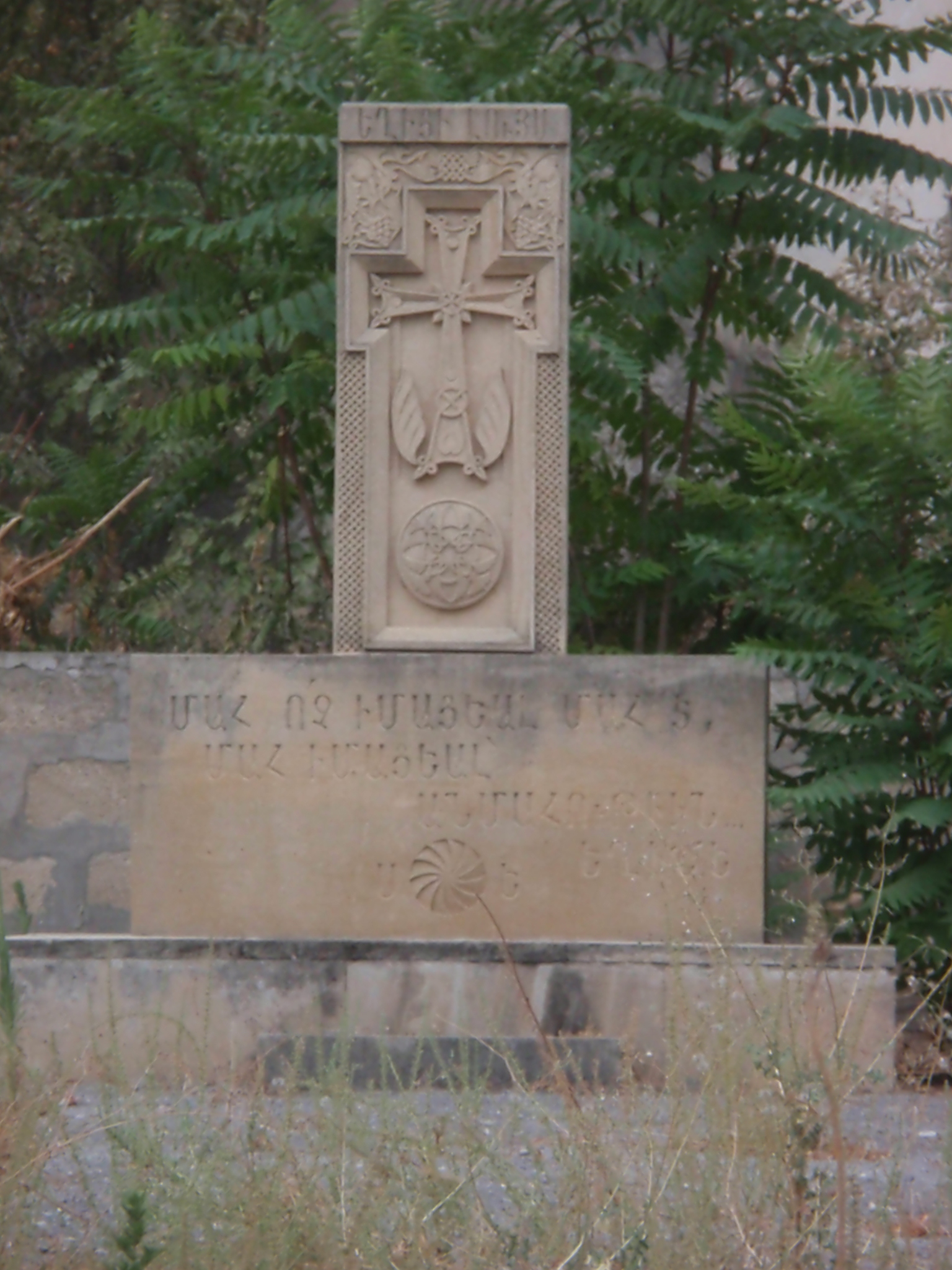
Chačkar v Zangilanu (2011)
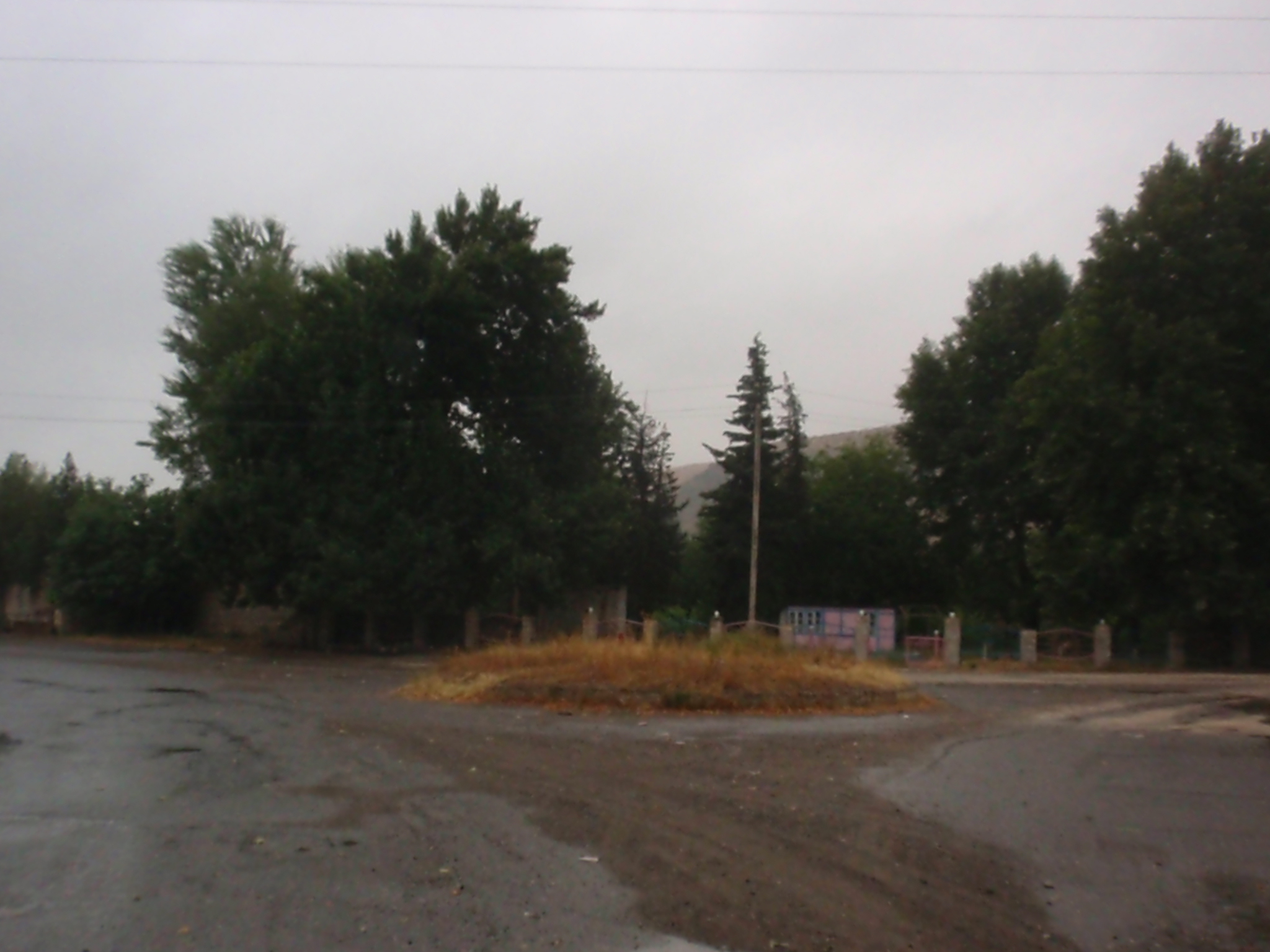
Náměstí v Zangilanu (2011)
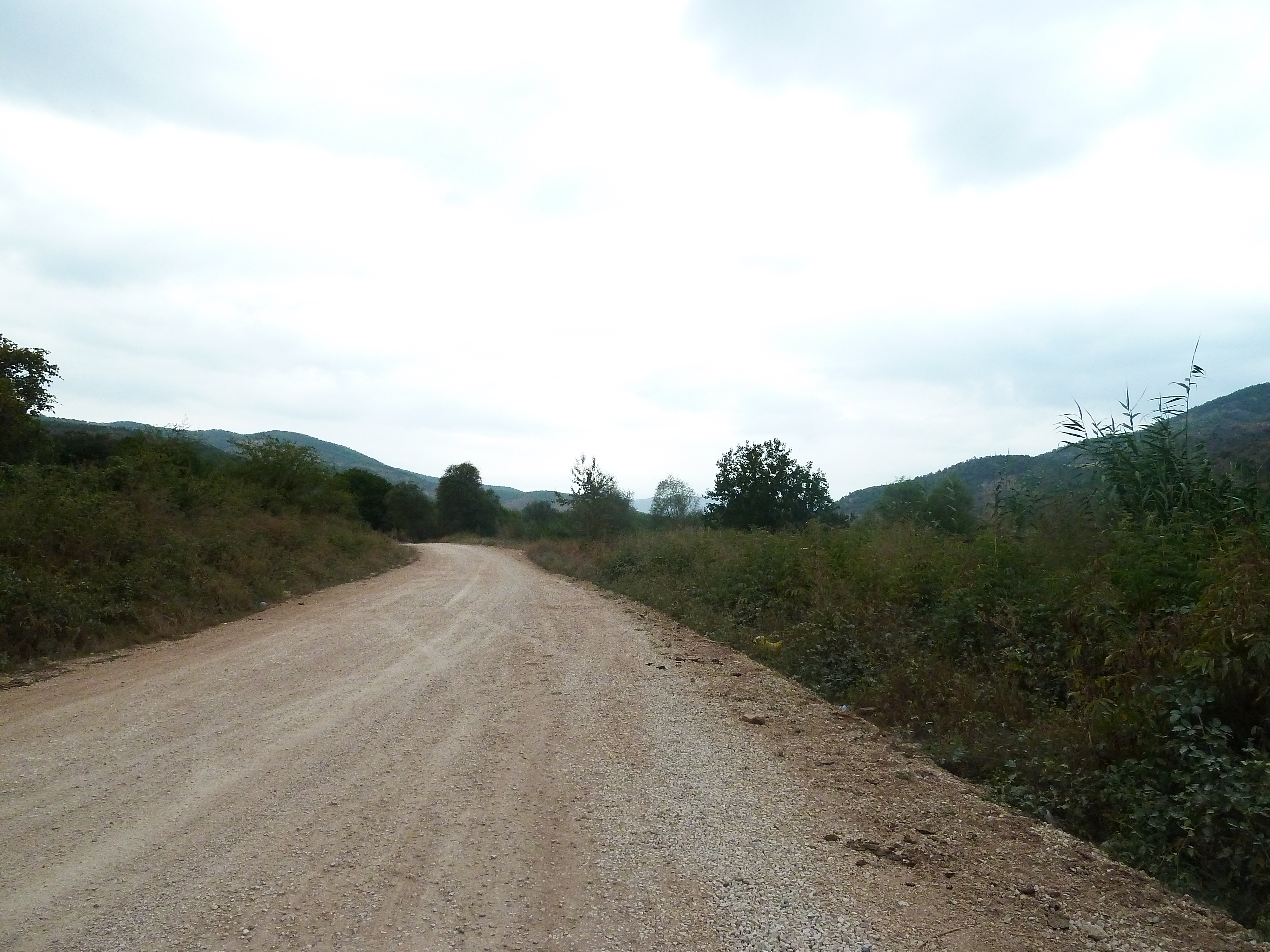
Vjezd do Zangilanu (2011)
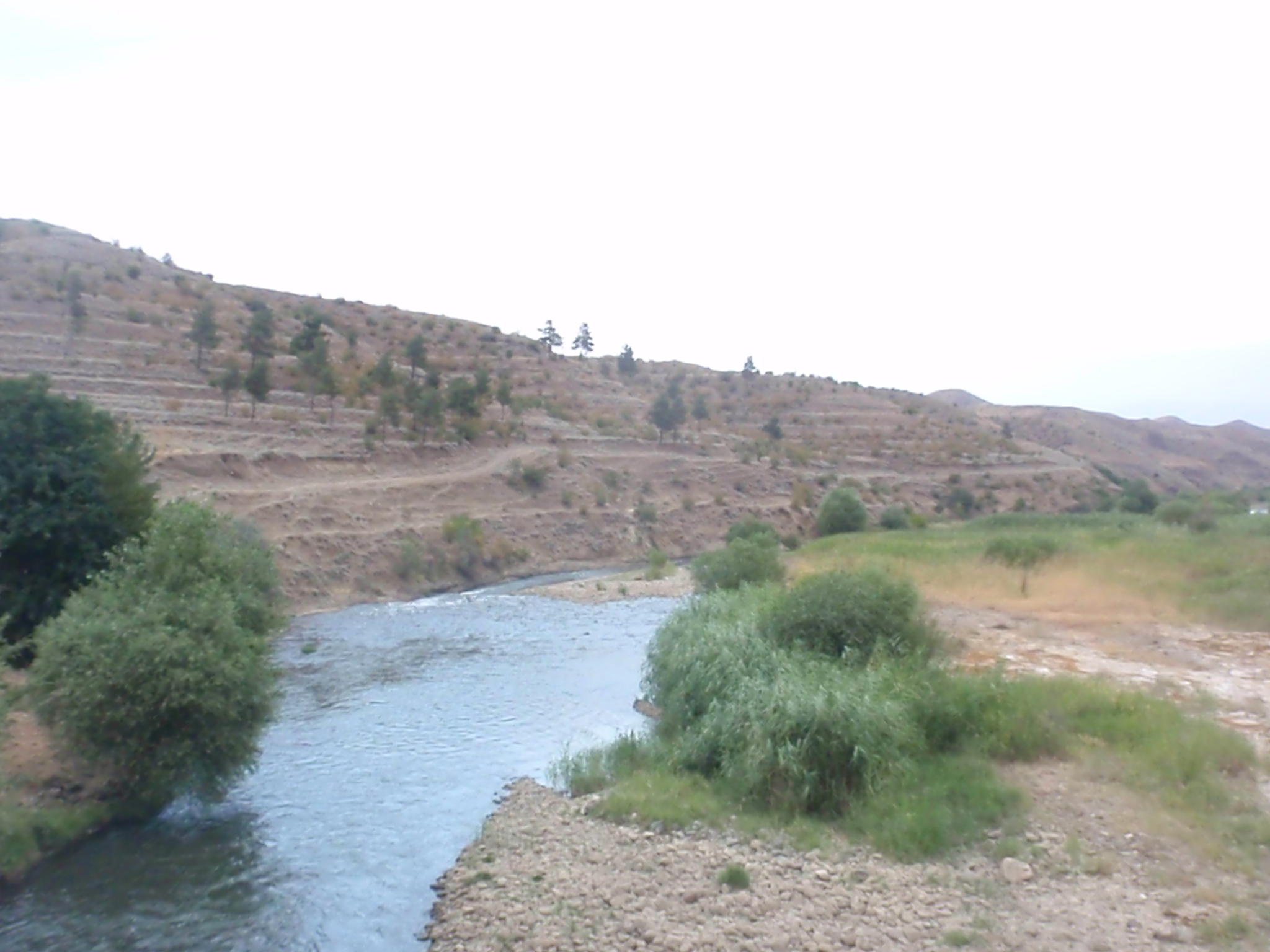
Řeka Ochči v Zangilanu (2011)
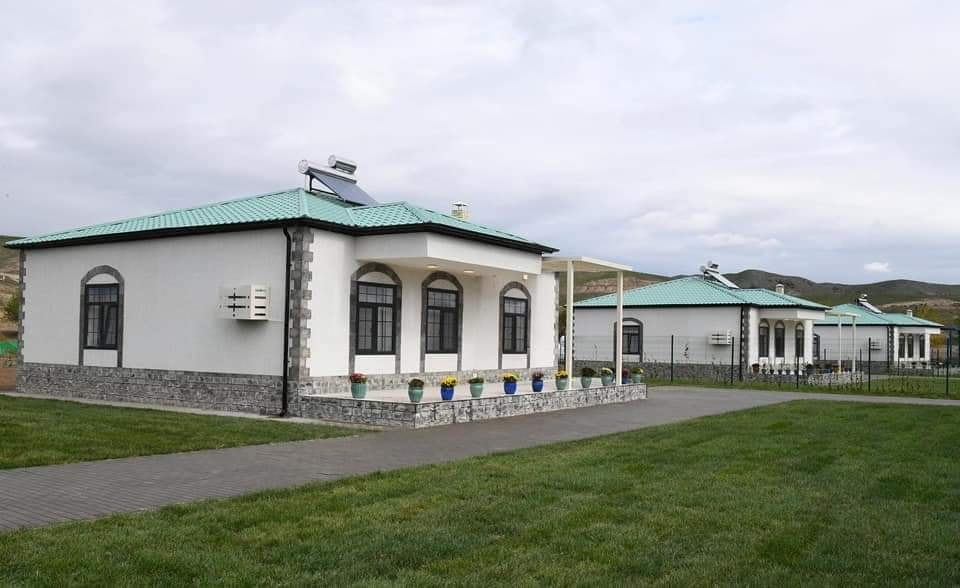
Nově postavené domy v Zangilanu (2022)
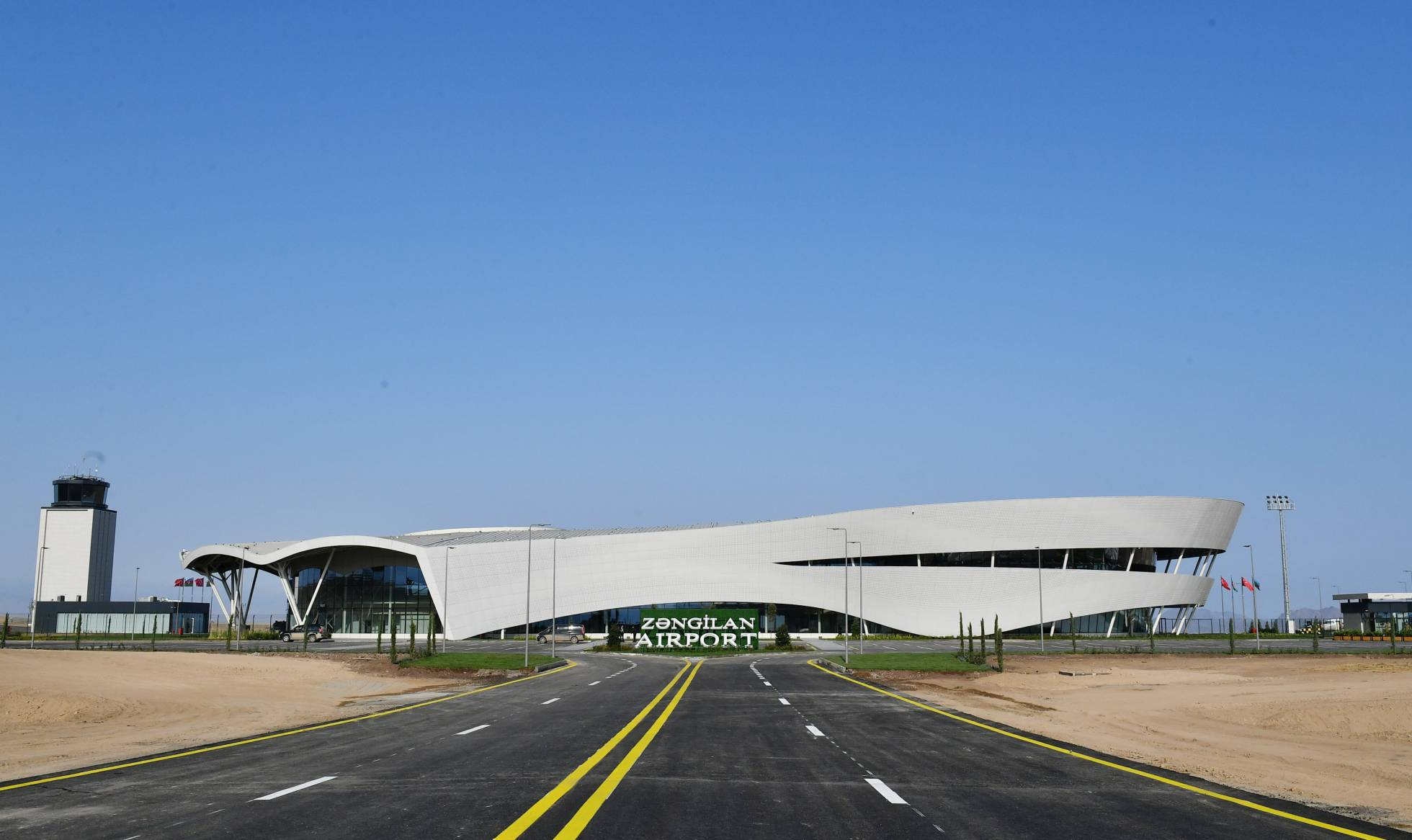
Zangilanské mezinárodní letiště (2022)